# Aleksandr Babienko
Aleksandr Aleksandrowicz Babienko (ros. Александр Александрович Бабенко, ur. 4 września 1935 w Noworosyjsku) – radziecki działacz partyjny i państwowy.

## Życiorys
W latach 1952-1957 studiował w Saratowskim Instytucie Samochodowo-Drogowym, później był majstrem i głównym inżynierem zarządu budowlano-montażowego w Saratowie, od 1961 członek KPZR. Od 1962 główny inżynier trustu, zastępca szefa Głównego Zarządu "Gławkrasnojarskstroj", w latach 1967-1974 zarządca trustu, od 1974 szef kombinatu "Elektromietałłurgstroj" w obwodzie biełgorodzkim i członek Kolegium Ministerstwa Budowy Przedsiębiorstw Przemysłu Ciężkiego ZSRR. Od 1977 zastępca, a od 1978 I zastępca ministra budowy przedsiębiorstw przemysłu ciężkiego ZSRR, od września 1983 do sierpnia 1986 minister budownictwa w rejonach Dalekiego Wschodu i Zabajkala, od sierpnia 1986 do marca 1989 minister budownictwa we wschodnich rejonach ZSRR. Od marca 1989 do czerwca 1990 zastępca przewodniczącego Rady Ministrów RFSRR, w latach 1986-1989 zastępca członka, a między 1990 a 1991 członek KC KPZR. Deputowany do Rady Najwyższej RFSRR 11 kadencji.

## Odznaczenia
- Order Lenina
- Order Rewolucji Październikowej
- Order Czerwonego Sztandaru Pracy